# Тетрапалладийтриторий
Тетрапалладийтриторий — бинарное неорганическое соединение, интерметаллид
палладия и тория
с формулой Th3Pd4,
кристаллы.

## Получение
- Сплавление стехиометрических количеств чистых веществ:

{\displaystyle {\mathsf {4Pd+3Th\ {\xrightarrow {1325^{o}C}}\ Th_{3}Pd_{4}}}}

## Физические свойства
Тетрапалладийтриторий образует кристаллы
гексагональной сингонии,
пространственная группа R 3,
параметры ячейки a = 1,3646 нм, c = 0,5847 нм, Z = 6,
структура типа тетрапалладийтриплутония Pu3Pd4
.
Соединение образуется по перитектической реакции при температуре 1325 °C.